# Empicoris culiciformis
Empicoris culiciformis är en insektsart som först beskrevs av De Geer 1773.  Empicoris culiciformis ingår i släktet Empicoris och familjen rovskinnbaggar. Arten är reproducerande i Sverige. Inga underarter finns listade i Catalogue of Life.